# العامریه (سوریه)
العامریه (به عربی: العامریة) یک روستا در سوریه است که در ناحیه وادی العیون واقع شده‌است. العامریه ۴۰۲ نفر جمعیت دارد.